# Idaea hispidata
Idaea hispidata là một loài bướm đêm trong họ Geometridae.